# Perlethorpe
Perlethorpe – wieś w Anglii, w hrabstwie Nottinghamshire, w dystrykcie Newark and Sherwood. Leży 33 km na północ od miasta Nottingham i 202 km na północ od Londynu. Miejscowość liczy 198 mieszkańców.